# Helius (Rhampholimnobia) brevinasus
Helius (Rhampholimnobia) brevinasus is een tweevleugelige uit de familie steltmuggen (Limoniidae). De soort komt voor in het Oriëntaals gebied.